# Ematurga pseudoclathrata
Ematurga pseudoclathrata är en fjärilsart som beskrevs av Heydemann 1930. Ematurga pseudoclathrata ingår i släktet Ematurga och familjen mätare. Inga underarter finns listade i Catalogue of Life.